# Provincia di Las Tunas
La provincia di Las Tunas è una delle province di Cuba. La città capoluogo della provincia è Victoria de Las Tunas.

## Comuni
La provincia di Las Tunas è suddivisa in 8 comuni.
| Comune                | Popolazione (2004) | Superficie (km²) | Localizzazione          | Note      |
| --------------------- | ------------------ | ---------------- | ----------------------- | --------- |
| Amancio               | 41523              | 857              | 20.819722°N 77.584167°W |           |
| Colombia              | 32942              | 563              | 20.990833°N 77.415833°W |           |
| Jesús Menéndez        | 51002              | 638              | 21.163611°N 76.477222°W |           |
| Jobabo                | 49403              | 884              | 20.908056°N 77.283056°W |           |
| Majibacoa             | 40264              | 621              | 20.917222°N 76.876111°W | Calixto   |
| Manatí                | 33573              | 953              | 21.314722°N 76.9375°W   |           |
| Puerto Padre          | 93705              | 1178             | 21.195278°N 76.601389°W |           |
| Victoria de Las Tunas | 187438             | 891              | 20.96°N 76.954444°W     | Capoluogo |